# Xupu
Xupu  (en chino, 溆浦; pinyin, Xùpǔ (escuchar)ⓘ) es un condado  bajo la administración directa de la Prefectura Huaihua en la Provincia de Hunan, República Popular China.  Su área es de 3429 km² y su población total para 2015 superó los 900 mil habitantes. 

## Administración
Desde octubre de 2022, el  Condado Xupu  se divide en 25 pueblos que se administran en 18 poblados y 7  villas.

## Toponimia
El topónimo Xupu [/Xi-pu/] se compone de los sinogramas Xu (nombre propio) y Pu (ribera), lo que da como resultado "ribera del (río) Xu". El río Xu (溆水) es un fluente del río Yuan (沅江) que forma un valle fértil donde se asienta el condado.
El condado fue establecido en el año 622 durante la dinastía Sui, y su nombre fue dado para reflejar su ubicación geográfica a lo largo de las riberas del río Xu, que históricamente ha sido una vía fluvial crucial para el transporte y la vida en la región. 